# Allopauropus dentatus
Allopauropus dentatus är en mångfotingart som beskrevs av Ulf Scheller 1970. Allopauropus dentatus ingår i släktet småfåfotingar, och familjen fåfotingar. Inga underarter finns listade i Catalogue of Life.